# Lepetella espinosae
Lepetella espinosae is een slakkensoort uit de familie van de Lepetellidae. De wetenschappelijke naam van de soort is voor het eerst geldig gepubliceerd in 1994 door Dantart & Luque.